# Bernhard Heinrich Wehmeyer
Bernhard Heinrich Wehmeyer (* 16. März 1809 in Schwerin; † 13. Mai 1880 ebenda) war Jurist und Mitglied des Deutschen Reichstags.

## Leben
Wehmeyer besuchte das Gymnasium Fridericianum in Schwerin und studierte Rechtswissenschaften von 1828 bis 1832 in Jena und Rostock. Ab 1832 war er Anwalt und daneben von 1856 bis 1869 Mitglied der Direktion der Mecklenburgischen Lebensversicherungs- und Sparbank. Ab 1846 war er Mitglied des Schweriner Bürgerausschusses und innerhalb dieses Zeitraums 21 Jahre lang deren Vorsitzender. 1848 und 1849 war er Mitglied der Mecklenburgischen Abgeordnetenversammlung gewählt im Wahlkreis Mecklenburg-Schwerin 7.
Von 1877 bis 1878 war er Mitglied des Deutschen Reichstags für den Reichstagswahlkreis Großherzogtum Mecklenburg-Schwerin 2 (Schwerin, Wismar) und die Nationalliberale Partei.